# Bezirk Kutty
Bezirk Kutty – dawny powiat (Bezirk) kraju koronnego Królestwo Galicji i Lodomerii, funkcjonujący w latach 1854–1867. Siedzibą starostwa było miasto Kutty (Kuty).

## Historia
Bezirk Kutty utworzono w ramach reformy uwłaszczeniowej z okresu Wiosny Ludów (1848–1849), która likwidowała jurysdykcję właściciela ziemskiego nad poddanymi. W Galicji, dominium – jako podstawowa jednostka administracyjna i filar systemu feudalnego straciło rację bytu. Konieczne stało się zatem wprowadzenie nowego systemu administracyjnego, którego zręby powstały w latach 1851–1855. Nowy trójstopniowy podział administracyjny objął 21 cyrkułów (niem. Kreise), 179 małych powiatów (niem. Bezirke) i ponad 6000 gmin (niem. Gemeinde).
Bezirk Kutty objął obszar o wielkości 14,1 mil², zamieszkany przez 22.201 ludzi i podzielony na 22 gminy katastralne, w tym jedno miasto (Kutty). Wszedł w skład cyrkułu kołomyjskiego, jako jeden z jego dziewięciu powiatów. Powiat miał nietuzinkowy kształt – bardzo podłużny i bardzo wąski. Był to region górski, graniczący od wschodu z Księstwem Bukowiny, stanowiącym kraj koronny Cesarstwa Austrii. Na samym południu powiat sięgał po Zalitawię, gdzie – na terenie gminy Hryniawa – znajdował się najdalej na południe wysunięty punkt  Królestwa Galicji i Lodomerii.
Po nadaniu Galicji autonomii oraz powołaniu samorządu gminnego i powiatowego w 1865 zlikwidowano cyrkuły (Kreise). Dotychczasowe małe powiaty (Bezirke) w liczbie 179, utrzymały się do 1867 roku, kiedy to w następstwie kolejnej reformy administracyjnej (23 stycznia 1867) zostały zastąpione przez 74 większe powiaty. Obszar zniesionego Bezirk Kutty wszedł wtedy w całości w skład nowego powiatu kosowskiego.

## Podział administracyjny (1854)
| Lp. | Gmina jednostkowa | Powierzchnia | Ludność | Powiat w 1867 po zniesieniu |
| --- | ----------------- | ------------ | ------- | --------------------------- |
| 1   | Kutty (M)         | 599          | 5051    | kosowski                    |
| 2   | Kutty Stare       | 3692         | 2702    | kosowski                    |
| 3   | Berwinkowa        | 685          | 227     | kosowski                    |
| 4   | Białoberezka      | 5250         | 998     | kosowski                    |
| 5   | Chorocowa         | 898          | 314     | kosowski                    |
| 6   | Dołhopole         | 838          | 261     | kosowski                    |
| 7   | Fereskula         | 1299         | 401     | kosowski                    |
| 8   | Hołowy            | 5166         | 921     | kosowski                    |
| 9   | Hryniawa          | 94743        | 644     | kosowski                    |
| 10  | Jabłonica         | 1058         | 418     | kosowski                    |
| 11  | Krasnoiła         | 2355         | 576     | kosowski                    |
| 12  | Polanki           | 704          | 334     | kosowski                    |
| 13  | Rostoki           | 4008         | 1410    | kosowski                    |
| 14  | Stebne            | 1376         | 351     | kosowski                    |
| 15  | Uścieryki         | 1265         | 430     | kosowski                    |
| 16  | Perechrestne      | 1621         | 389     | kosowski                    |
| 17  | Rożen Mały        | 3736         | 917     | kosowski                    |
| 18  | Rożen Wielki      | 4847         | 1056    | kosowski                    |
| 19  | Rybno             | 975          | 890     | kosowski                    |
| 20  | Słobódka          | 431          | 511     | kosowski                    |
| 21  | Tudiów            | 1716         | 1179    | kosowski                    |
| 22  | Kobaki            | 4303         | 2221    | kosowski                    |

Objaśnienie:
(M) = miasto; (m) = miasteczko